# راز محمد فیض
راز محمد فیض (زاده: ۱۳۳۷ ولسوالی ینگی‌قلعه، ولایت تخار) سیاست‌مدار افغانستانی و نماینده مردم تخار در دوره پانزدهم مجلس نمایندگان افغانستان است.

## زندگی‌نامه
راز محمد فیض متولد ۱۳۳۷ از ولسوالی ینگی‌قلعه ولایت تخار افغانستان است. وی تحصیلات خود را در مقطع ماستری/کارشناسی ارشد در رشته فنی، برنامه‌ریزی و حمل و نقل از دانشگاه‌های چکسلواکی به اتمام رسانده‌است.

## دیگر فعالیت‌ها
- رئیس بخش فنی فرقه/لشکر ۵۴ ولایت قندوز.[۱]
- رئیس اداره احیاء و انکشاف دهات در ولایت تخار.[۱]